# Pascale Kramer
Pascale Kramer (Ginevra, 15 dicembre 1961) è una scrittrice svizzera di lingua francese.

## Biografia
Nata a Ginevra, è cresciuta a Losanna, dove ha studiato letterattura e giornalismo.
Trasferitasi dapprima a Zurigo e poi, nel 1987, a Parigi, ha lavorato in campo pubblicitario.

## Carriera
Ha esordito nel 1982 con Variations sur une même scène, seguito due anni dopo da Terres fécondes; dopo un silenzio durato oltre dieci anni, nel 1996 ha pubblicato il suo terzo romanzo, Manù, resoconto della seduzione reciproca fra un uomo sposato e un'adolescente, per il quale ha ricevuto il Prix Michel Dentan.
Un secondo riconoscimento è giunto all'autrice nel 2001 con l'assegnazione del Prix Lipp Suisse per Les Vivants, tragica vicenda di due bambini morti per un incidente sotto gli occhi dello zio; altri premi sono seguiti negli anni successivi, fra tutti il Premio Schiller nel 2009 e il Grand Prix suisse de littérature nel 2017.

## Opere
- Variations sur une même scène (1982)
- Terres fécondes (1984)
- Manù, Cronopio, Napoli, 2002 - ISBN 9788885414327 (Manu, 1995 - trad. dal francese di Anna Pensa).
- Les Vivants (2000)
- Retour d'Uruguay (2003)
- L'Adieu au Nord (2005)
- Fracas (2007)
- Brutale è il risveglio, Tunué, Latina, 2020 - ISBN 9788867903771 (L'implacable brutalité du réveil, 2009 - trad. dal francese di Luciana Cisbani).
- Un homme ébranlé (2011)
- Gloria (2013)
- Autopsie d'un père (2016)
- Chronique d'un lieu en partage (2017)
- Una famiglia, Nutrimenti, Roma, 2023 - ISBN 9788865949696 (Une famille, 2018 - trad. dal francese di Luciana Cisbani).
- Le indulgenze, Nutrimenti, Roma, 2024 - ISBN 9791255480754 (Les indulgences, 2024 - trad. dal francese di Luciana Cisbani).

## Premi e riconoscimenti
- 1996: Prix Michel Dentan
- 2001: Prix Lipp Suisse
- 2004: Prix Bibliomedia
- 2009: Grand Prix du roman de la Société des gens de lettres
- 2009: Prix Schiller
- 2010: Prix Rambert
- 2017: Grand Prix suisse de littérature